# 石井泉羽
石井 泉羽（いしい みはね、2008年10月20日 - ）は、日本の歌手、アイドルで、ハロー!プロジェクトに所属する女性アイドルグループ・つばきファクトリーのメンバー。メンバーカラーはホワイト。
神奈川県出身。血液型O型。アップフロントプロモーション所属。

## 略歴
2024年
- 2月7日、前年6月から開催していた『「ハロー!プロジェクト25周年記念」新メンバーオーディション』に合格。村田結生、土居楓奏とともにつばきファクトリーの新メンバーとして加入することが発表された[2]。
- 8月28日、シングル「ベイビースパイダー/青春エクサバイト/鼓動OK?」でつばきファクトリーとしてメジャーデビュー。

## 人物
- 特技はダンス[1]。
- 趣味は音楽を聴くこと、動画を見ること[1]。
- 好きな音楽ジャンルはJ-POP[1]。
- 好きなスポーツはダンス[1]。
- 座右の銘は『そのうちよりも今のうち』[1]。
- 好きな食べ物はいちご、揚パスタ[3]。
- 好きな動物はレッサーパンダ[3]。
- 好きな角度は90度[3]。

## 出演

### テレビ
- ハロプロ! スクール・オブ・ルーキーズ（2024年05月26日、CSテレ朝チャンネル1）[4]
- ハロプロ！スクールオブルーキーズⅡ ～ひなフェス2025直前スペシャル～（2025年03月28日、CSテレ朝チャンネル1）[5]

## 所属グループ・ユニット
- つばきファクトリー（2024年 - ）